# Диљ
Диљје брдо у средњој Посавини између река Саве, Орљаве,
Лонџе и Бича, северно од Славонског Брода у Хрватској. Највиши врх је Млакино брдо (471 m). Део је планинског оквира Пожешке котлине. Грађено је од старог кристаластог камења, које је прекривено млађим терцијарним слојевима. Претежно је под храстовом шумом. На јужним обронцима добро успева винова лоза. Северним подножјем пролази пут Пожега - Ђаково, а јужним железничка пруга и ауто-пут Београд - Загреб.